# 삼성 인스팅트 HD
삼성 인스팅트 HD(Samsung Instinct HD, Samsung M850)는 삼성전자가 2009년에 출시한 휴대 전화이다.